# Sammy Lerner
Samuel Manuel Lerner (n. 28 ianuarie 1903, Săveni, România – d. 13 decembrie 1989, Los Angeles, California, SUA) a fost un compozitor de origine română de teatru și film muzical american și britanic.

## Cariera
Lerner a emigrat cu părinții săi în Statele Unite la vârsta de șapte ani, când familia s-a stabilit în Detroit, Michigan. După absolvirea Universității Wayne State, Lerner s-a mutat la New York, unde a început să scrie cântece pentru interpreți de vodevil, precum Sophie Tucker. Lerner a contribuit, de asemenea, la versurile pentru Ziegfeld Follies. 
Odată cu dezvoltarea filmului sonor, Lerner a început să scrie melodii pentru imagini în mișcare, inclusiv câteva utilizate în desene animate ale Paramount Pictures produse de Fleischer Studios. Două dintre acestea au inclus melodii semnate pentru cele mai de succes vedete de desene animate ale lui Max Fleischer, Betty Boop („Don't Take My Boo-oop-a-doop Away”, scrisă alături Sammy Timberg) și Popeye Marinarul („I'm Popeye the Sailor Man”). Lerner a compus acest din urmă cântec în mai puțin de două ore pentru caricaturistul Dave Fleischer. Versurile includeau versul I'm strong to the finich [sic] 'cause I eats me spinach. Cântecul lui Popeye este deosebit de cunoscut și a urmat personajul în aparițiile televizate, filme și jocuri video. 
Opera lui Lerner în anii 1930 și 1940 a inclus „Is It True What They Say About Dixie?” și versurile în limba engleză pentru „Falling in Love Again (Can't Help It)”, melodie cântată de Marlene Dietrich din filmul Îngerul albastru. 
Lerner s-a mutat la Londra în 1936, pentru a scrie pentru teatru și filmul muzical britanic. S-a întors în America în 1938 și a devenit membru al consiliului executiv al Dramatists Guild. 

## Moartea
Lerner a murit de cancer în 1989, la vârsta de 86 de ani, într-un sanatoriu medical din Los Angeles. 